# Hopes House

Hopes House

Hopes House ist ein Herrenhaus nahe der schottischen Ortschaft Gifford in der Council Area East Lothian. Das Gebäude wurde um 1823 für den Clan Hay nahe ihrem Familiensitz Yester House erbaut. 1971 wurde das Gebäude in die schottischen Denkmallisten in der höchsten Kategorie A aufgenommen. Des Weiteren bildet es mit verschiedenen Außengebäude ein Denkmalensemble der Kategorie A.

## Beschreibung
Das Herrenhaus liegt rund 4,5 km südöstlich von Gifford an der Westflanke der Lammermuir Hills. Westlich verläuft das Hopes Water, das bei Yester Castle in das Gifford Water und später in den Tyne mündet. Hopes House entstand um 1823 wahrscheinlich nach einem Entwurf des schottischen Architekten James Burn. Möglicherweise existierte am Standort ein Vorgängerbauwerk.
Das zweistöckige Herrenhaus ist klassizistisch gestaltet. An der westexponierten Frontseite liegt das Sandsteinmauerwerk frei, während es an den übrigen Gebäudeseiten mit Harl verputzt ist. Ein Gurtgesims gliedert die Fassaden horizontal. Der zentrale Eingangsbereich ist mit rund hervortretendem Portikus mit ionischen Pilastern gestaltet. Das zweiflügelige Rundbogenportal schließt mit einem dekorativen Kämpferfenster. Auf dem Portikus ist ein Balkon mit steinerner Balustrade eingerichtet, der über eine dahinterliegende Türe zugänglich ist. Längliche Drillingsfenster flankieren den Eingangsbereich. Sie sind in rundbögigen Aussparungen eingelassen und schließen mit blinden Kämpferfenstern. Die nord und südwärts weisenden Fassaden sind identisch aufgebaut und drei Achsen weit. An der Gebäuderückseite tritt ein Anbau aus dem 19. Jahrhundert hervor. Er schließt mit einem Walmdach. Entlang der Fassaden sind zwölfteilige Sprossenfenster verbaut. Auf dem Gebäude sitzt ein schiefergedecktes Plattformdach.